# Ignacówka Trzecia
Ignacówka Trzecia – kolonia w Polsce położona w województwie wielkopolskim, w powiecie kępińskim, w gminie Trzcinica. Miejscowość wchodzi w skład sołectwa Wodziczna.
W okresie międzywojennym w miejscowości stacjonowała placówka Straży Granicznej I linii „Ignacówka”.
W latach 1975–1998 miejscowość należała administracyjnie do województwa kaliskiego.